# Arsham Parsi

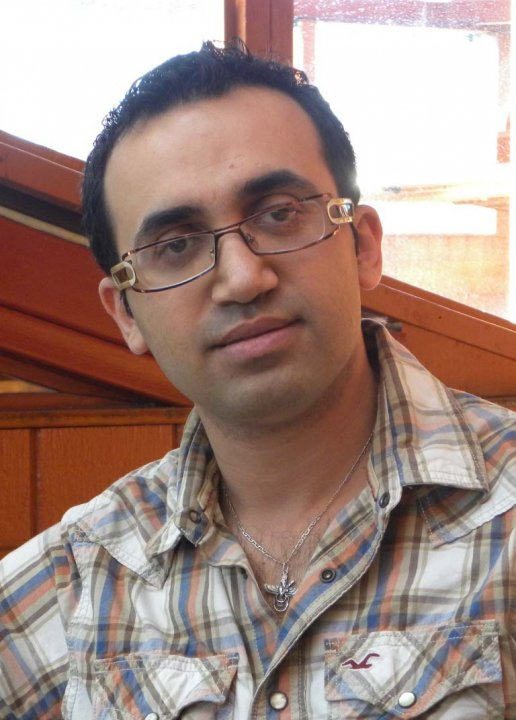
Arsham Parsi

Arsham Parsi (* 20. September 1980 in Schiraz, Iran) ist der Sprecher und Sekretär von Human Rights Affairs for the Persian Gay and Lesbian Organization und Mitglied im internationalen Beirat der Hirschfeld-Eddy-Stiftung. Er lebt in Toronto.

## Leben, Wirken und Flucht
2001 startete er mit einer E-Mail Gruppe Rainbow im Iran. 2004 gründete er die Persian Gay & Lesbian Organization (PGLO).
2006 sprach er vor dem Menschenrechtsrat der Vereinten Nationen.
Ein Exekutionsbefehl der iranischen Regierung gegen ihn veranlasste ihn zur Flucht über die Türkei in den Westen. Er verließ den Iran am 4. März 2005. Nach 13 Monaten Aufenthalt in der Türkei wurde er durch den UNHCR nach Kanada vermittelt und fand dort als Flüchtling Aufnahme und Schutz.
Arsham Parsi war Mitbegründer der IRQO & IRQR (Iranian Railroad for Queer Refugees) und später derer Sprecher und Geschäftsführer. Im August 2008 wurde er von IRQO aus mehreren Gründen entlassen.